# Concours international de roses nouvelles de Bagatelle

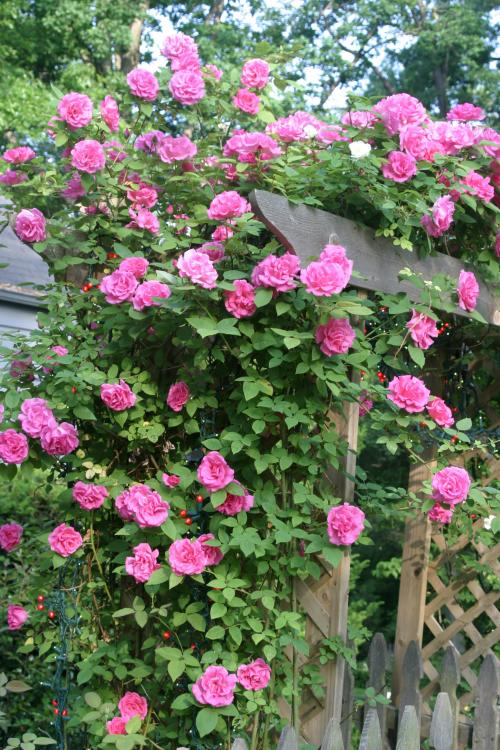
Rosier grimpant 'Zéphirine Drouhin'.

Le concours international de roses nouvelles de Bagatelle est une compétition internationale de nouvelles variétés de roses qui se tient chaque année en juin en France à Paris au parc de Bagatelle dans le Bois de Boulogne.
La première compétition, organisée en 1907 par Jean Claude Nicolas Forestier, conservateur au service des parcs et jardins de la ville de Paris, impliqua 148 nouvelles variétés de roses présentées par 27 sélectionneurs français et 31 autres venus du monde entier. C'est la plus ancienne compétition au monde dédiée à cette fleur.
Le prix le plus important est la médaille d'or, qui fut longtemps le symbole de la plus belle rose d'Europe.
- Médaille d'or 1909: 'Lyon rose' - Pernet-Ducher
- Médaille d'or 1911: 'Jonkheer' - J.L. Mock - Leenders: Plante vigoureuse au beau feuillage vert sombre
- Médaille d'or 1921: 'Souvenir de Georges Pernet' - Pernet-Ducher
- Médaille d'or 1964: 'Joseph's Coat' - Swim, rose rose vif nuancé de carmin
- Médaille d'or 1968: 'Parure d'Or' - Delbard France, rose jaune
- Médaille d'or 1976: 'Grand Siècle' - DELegran - Delbard France
- Médaille d'or 1996: 'Anita Pereire' (ou 'Single White') - Orard[2]
- Médaille d'or 1997: 'Caprice' - MEIsionver - A. Meilland
- Médaille d'or 2000: 'Viborg' - POUlug- Poulsen

Le prix de la Rose AJJH est décerné durant le concours de Bagatelle depuis 2003.

## Quelques médailles d'or

Spécimens
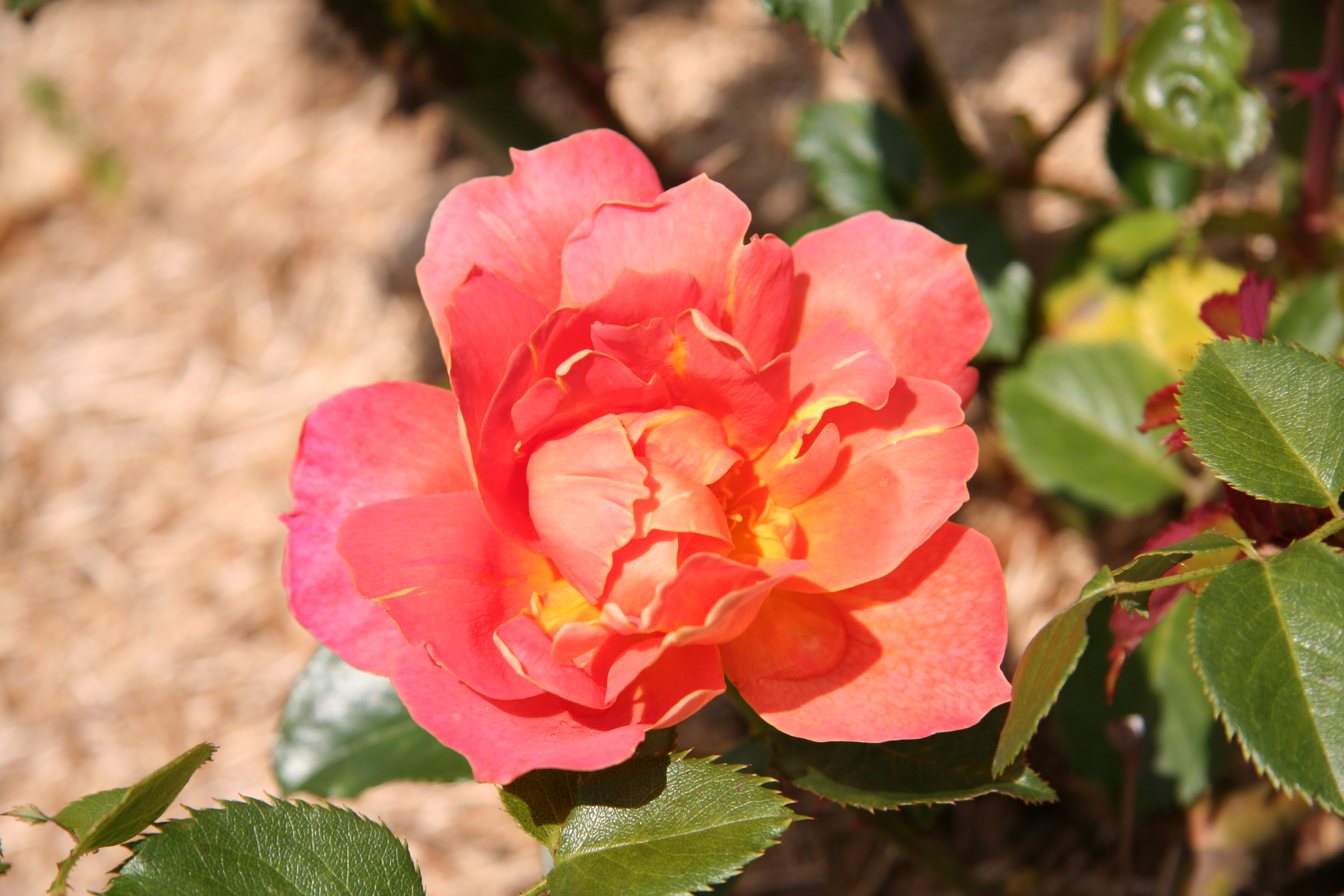
'Angèle Pernet' obtention de Joseph Pernet-Ducher 1924.
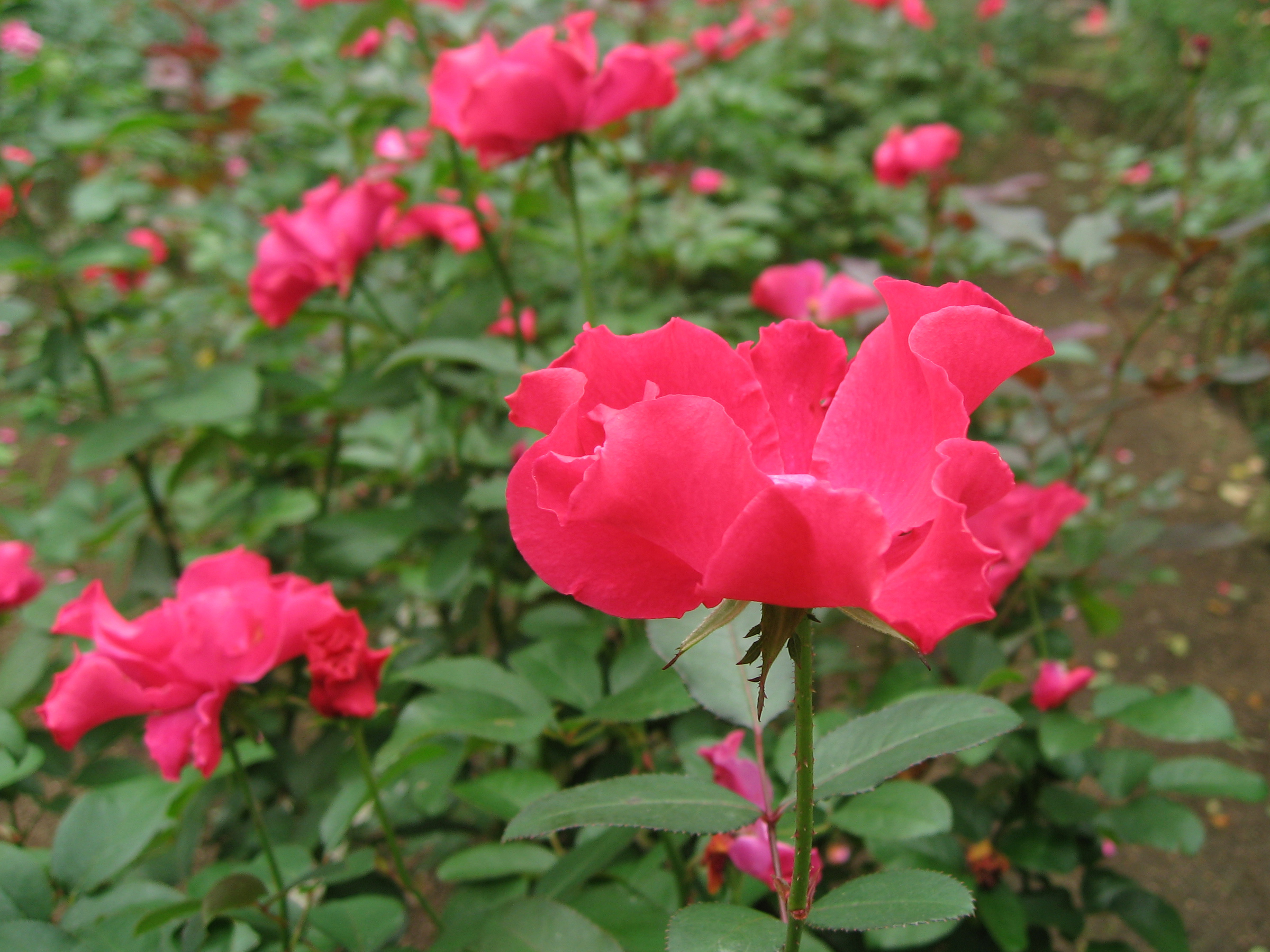
'Permanent Wave', Leenders 1933.
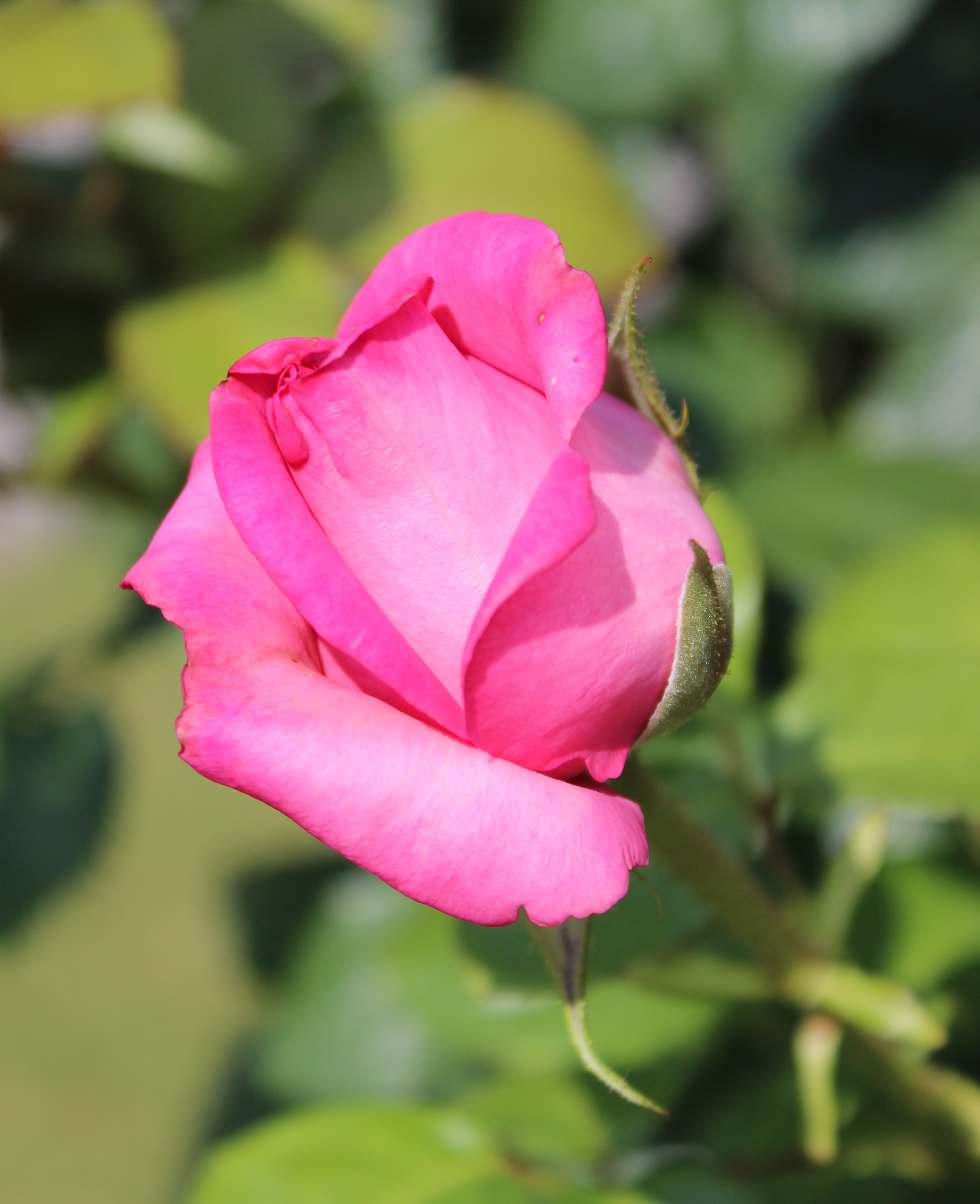
'Marquesa de Urquijo' P. Dot 1938.
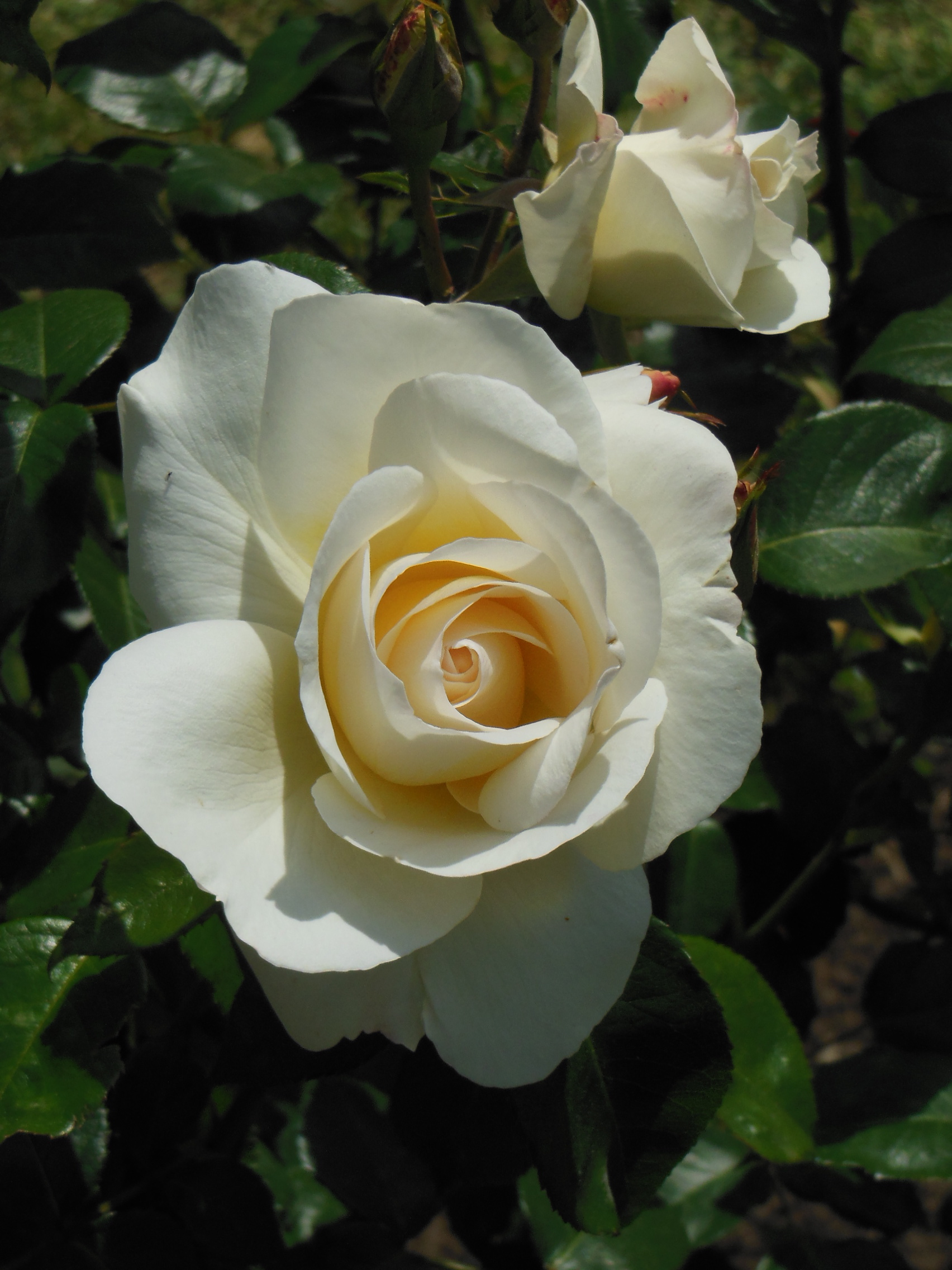
'Grand Nord' Delbard 1973.
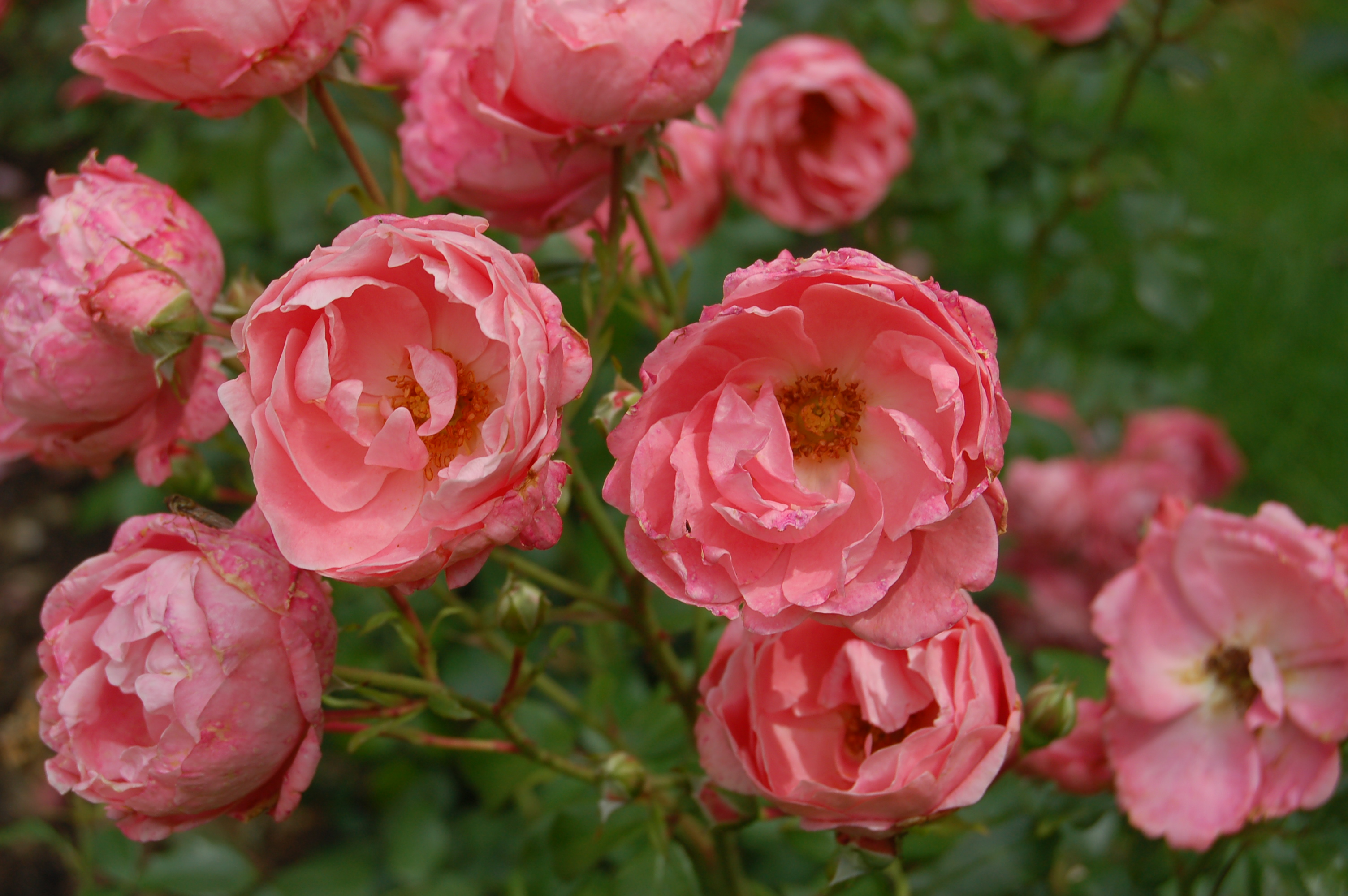
'Blühwunder' W. Kordes' Söhne 1993.